# Акбаев, Азрет Алиевич
Азрет Алиевич Акба́ев (12 апреля 1941 в ауле Огъары Теберди, Карачаевского района Карачаево-Черкессии, РСФСР, СССР — 17 августа 2020) — российский политический деятель, депутат Государственной думы РФ первого созыва (1993—1995). Автор нескольких поэтических сборников. Члена Союза писателей и Союза журналистов России. Заслуженный деятель искусств Российской Федерации (1995).

## Биография
В 1965 году окончил филологический факультет Карачаево-Черкесский государственный педагогический университет,. В 1999 году защитил диссертацию на соискание учёной степени кандидата юридических наук.
В 1965 году работал редактором в Карачаевском объединённом радиовещании. С 1965 по 1970 год работал первым секретарём Урупского районного комитета ВЛКСМ. С 1970 по 1971 год на партийной работе, работал в Прикубанском районном комитете КПСС инструктором, заведующим кабинетом политического просвещения. С 1971 по 1974 год работал преподавателем, заместителем директора по учебно-воспитательной работе в Черкесском ПТУ N3. С 1974 по 1976 год работал редактором Карачаево-Черкесского областного литературного объединения.
С 1976 по 1980 год работал в Карачаево-Черкесском телерадиокомитете редактором молодёжного вещания. С 1980 по 1988 год работал в Карачаево-Черкесском облисполкоме инструктором, заведующим кабинетом оргмассовой работы.
С 1988 по 1993 год работал в Карачаево-Черкесском республиканском отделении Российского фонда культуры заместителем председателя, председателем.
В 1993 году избран депутатом Государственной думы I созыва по Карачаево-Черкесскому одномандатному избирательному округу № 15 (Карачаево-Черкесская Республика). В Государственной думе входил в депутатскую группу «Стабильность», являлся заместителем председателя Комитета ГД по делам национальностей.
С 1996 по 2000 год работал консультантом организационного управления Аппарата Государственной думы.

## Награды и звания
- Медаль «Ветеран труда»[8]
- Почетное звание «Заслуженный деятель искусств Российской Федерации» (1995)[9]
- Народный поэт Карачаево-Черкесской республики[2]
- Лауреат премии Юга России за миротворческую деятельность и заслуги в области литературы, искусства и культуры[5]